# Rodolfo Esteban Cardoso
Rodolfo Esteban Cardoso (ur. 17 października 1968 w Azul) – argentyński piłkarz grający na pozycji pomocnika, trener piłkarski.

## Kariera klubowa
Cardoso profesjonalną karierę rozpoczynał w Estudiantes La Plata. Barwy tego klubu reprezentował przez dwa lata. W 1989 roku przeniósł się do FC 08 Homburg, grającego w niemieckiej Bundeslidze. Pierwszy występ jako zawodnik Homburga zanotował 17 lutego 1990 w przegranym przez jego zespół 1:3 ligowym pojedynku z Bayerem 04 Leverkusen. Łącznie w sezonie 1989/90 rozegrał czternaście spotkań, a jego drużyna zajęła ostatnią, osiemnastą pozycję w lidze i została zdegradowana na zaplecze ekstraklasy. Cardoso pozostał jednak w zespole. Zanim odszedł z klubu, grał w nim jeszcze przez trzy lata.
W 1993 roku przeszedł do pierwszoligowego SC Freiburg. Zadebiutował tam 7 sierpnia 1993 w przegranym przez jego zespół 1:3 ligowym meczu z Bayernem Monachium. Natomiast pierwszego gola w pierwszej lidze niemieckiej strzelił 21 sierpnia 1993 w przegranym 2:3 spotkaniu z Borussią Dortmund. W 1995 roku zajął z Freiburgiem trzecie miejsce w lidze i wywalczył awans do Pucharu UEFA. W tym samym roku odszedł do wicemistrza Niemiec – Werderu Brema.
Pierwsze spotkanie rozegrał tam 11 sierpnia 1995 w ligowym meczu z Fortuną Düsseldorf, zakończonym wynikiem 1:1. Z Werderem występował także w Pucharze UEFA, który zakończyli na trzeciej rundzie, po porażce w dwumeczu z PSV Eindhoven. Jako gracz bremeńskiej drużyny zanotował tam 32 mecze i zdobył osiem bramek.
W trakcie sezonu 1996/97, w październiku 1996 odszedł do Hamburgera SV. Zadebiutował tam ligowym pojedynkiem z Arminią Bielefeld, rozegranym 12 października 1996 i zakończonym wynikiem 2:2. Po rozegraniu 35 spotkań i zdobyciu trzech bramek w barwach Hamburgera, zimą 1998 został wypożyczony do ojczystego Boca Juniors. Grał tam do końca sezonu, a na następną edycję rozgrywek ligowych wypożyczono go do innego argentyńskiego klubu – Estudiantes La Plata, którego był wychowankiem. Po zakończeniu okresu wypożyczenia powrócił do Hamburga. W HSV spędził jeszcze pięć sezonów, a potem w 2004 roku zakończył karierę.
Po zakończeniu kariery został trenerem piłkarskim. Od 2009 roku jest szkoleniowcem rezerw Hamburgera SV. W 2011 roku pełnił funkcję opiekuna pierwszego zespołu tego klubu.

## Kariera reprezentacyjna
Cardoso jest byłym reprezentantem Argentyny. W drużynie narodowej grał w latach 1995–1998 i w tym czasie rozegrał w niej siedem spotkań i strzelił jednego gola. Był uczestnikiem Copa América 1997, który Argentyńczycy zakończyli na ćwierćfinale.